# Agonocryptus tricolor
Agonocryptus tricolor is een insect dat behoort tot de orde der vliesvleugeligen (Hymenoptera) en de familie van de gewone sluipwespen (Ichneumonidae). De wetenschappelijke naam van de soort werd voor het eerst geldig gepubliceerd door Gupta in 1982.